# Northumberland Avenue
Northumberland Avenue est une rue de Londres.

## Situation et accès
Située dans le centre-ville de la capitale britannique, dans la Cité de Westminster, elle s'étend de Trafalgar Square à l'ouest au Thames Embankment à l'est.
La station de métro la plus proche est Embankment, où circulent les trains des lignes  Bakerloo  Circle  District.

## Origine du nom

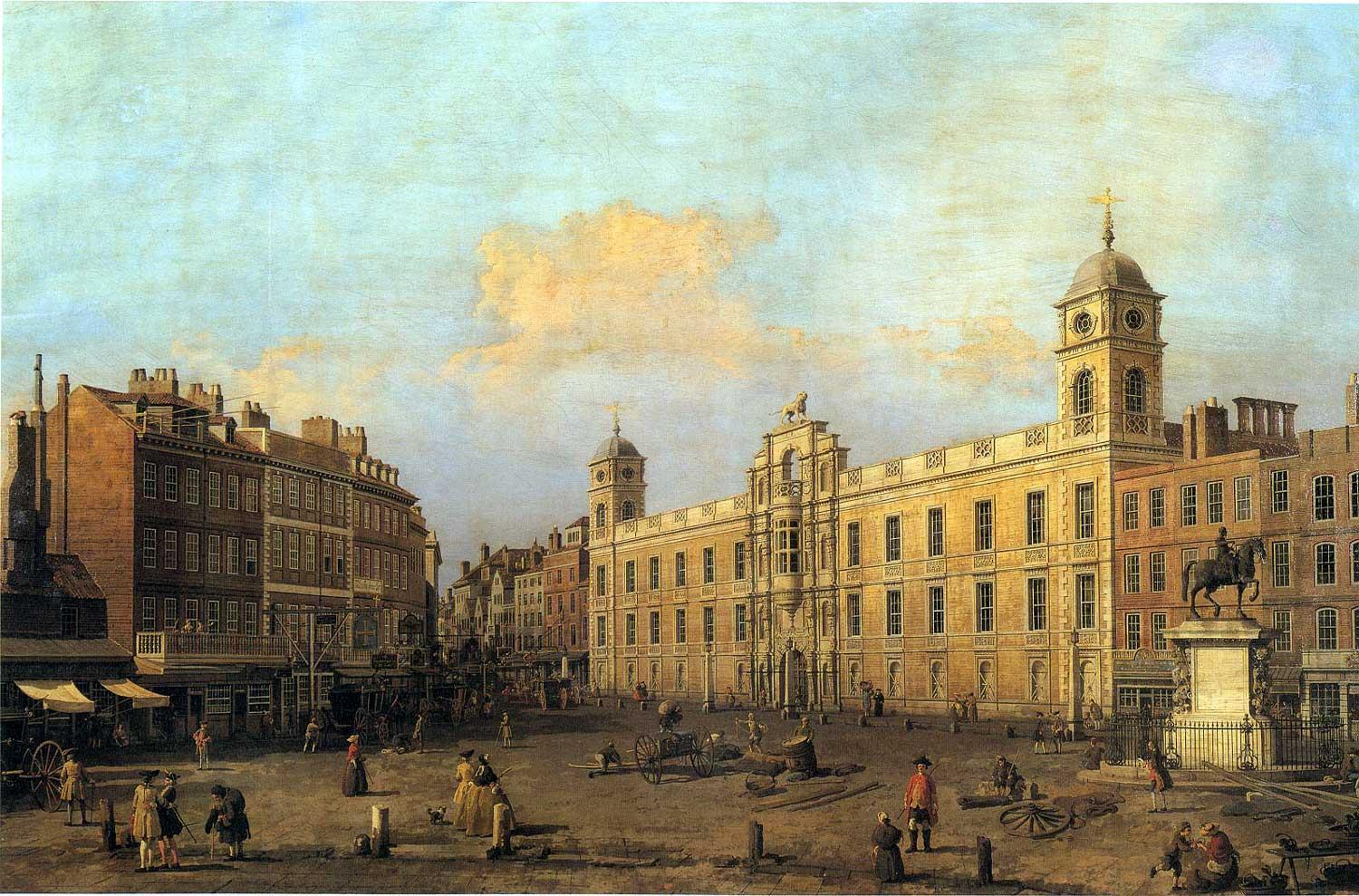
Northumberland House en 1752 par Canaletto.

Emplacement de Northumberland House, en rouge, et de ses jardins, en vert.

La rue a été construite sur l'ancien site de la Northumberland House, maison de style jacobéen construite vers 1605, la demeure londonienne de la famille de Percy, famille des ducs de Northumberland.

## Historique
Vers 1605, le comte de Northampton fait construire la Northumberland House sur la portion est de l'ancienne propriété de la chapelle et l'hôpital de St. Mary Rounceval, à Charing Cross. C'est alors une importante propriété, comprenant une maison et des jardins. Elle descend jusqu'à la Tamise et rejoint Great Scotland Yard à l'ouest. La maison est partiellement endommagée durant les émeutes causées par l'élection de John Wilkes en 1768. Le duc réussit cependant à faire fuir les émeutiers en ouvrant la Ship Ale House voisine.
En juin 1874, l'intégralité de la propriété à Charing Cross est achetée par le Metropolitan Board of Works pour permettre la création de la Northumberland Avenue.
La résidence britannique de Thomas Edison, la Edison House, était située dans la Northumberland Avenue. Plusieurs personnalités de l'époque, comme William Ewart Gladstone et P. T. Barnum, y ont fait enregistrer leur voix grâce au phonographe d'Edison ; ces enregistrements existent encore aujourd'hui.
La Northumberland Avenue a constitué une partie du parcours du marathon (en) des Jeux olympiques et Jeux paralympiques de 2012. Le marathon féminin a eu lieu le 5 août, et le marathon masculin le 12 août. Le marathon paralympique s'est tenu le 9 septembre.

## Bâtiments remarquables et lieux de mémoire

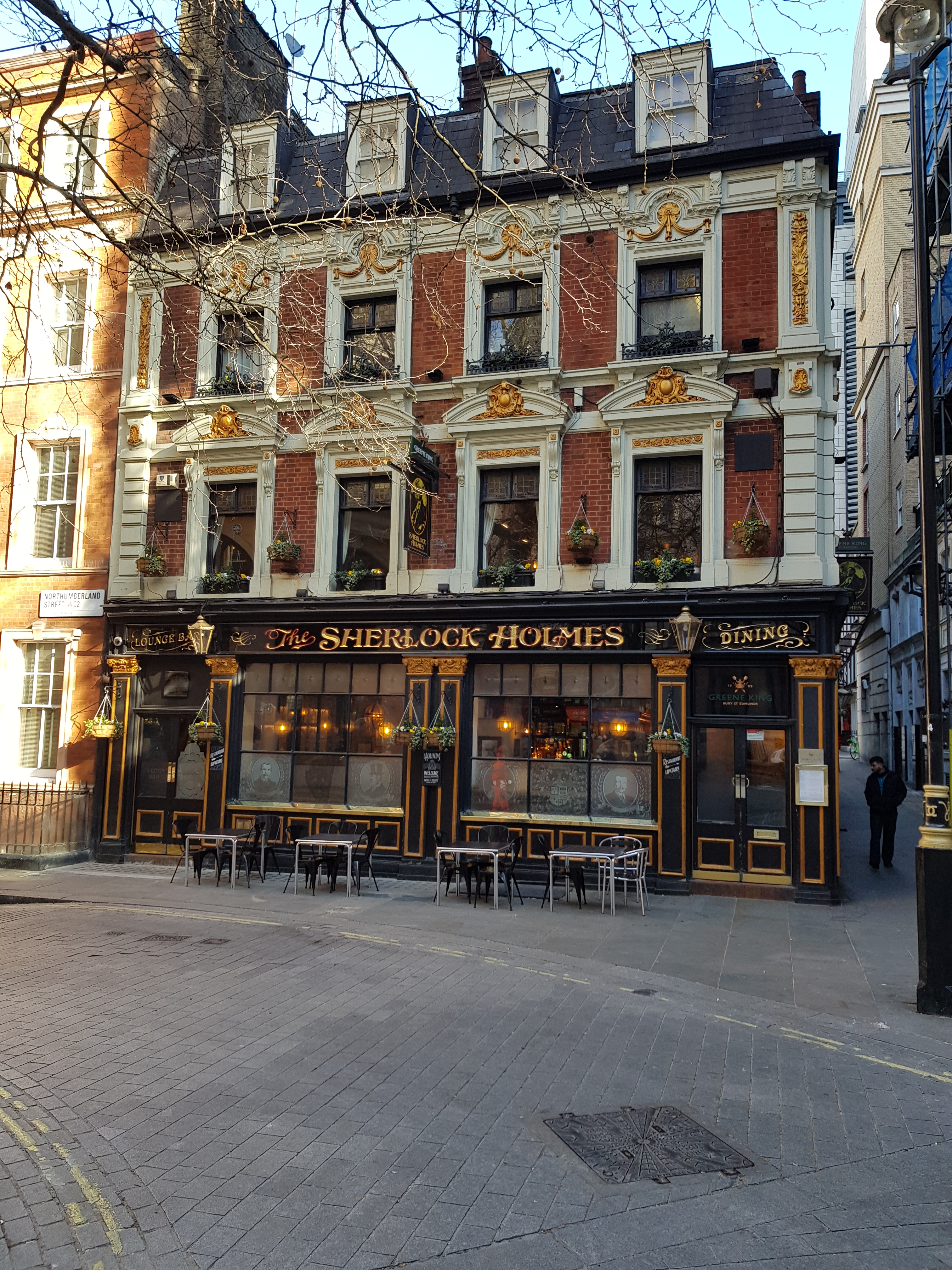
Le pub The Sherlock Holmes, en retrait de l'avenue.

Plusieurs ministères du gouvernement britannique sont situés sur la Northumberland Avenue ; le Ministère de la Défense et le Air Ministry ont précédemment occupé le Metropole Hotel (en), situé dans l'avenue. Le haut-commissariat du Nigeria (en) ainsi que les bâtiments résidentiels de la London School of Economics (en face du pub The Sherlock Holmes (en)) sont également situés dans la Northumberland Avenue.
Dans la version britannique du jeu de société Monopoly, une case est dédiée à la Northemburland Avenue.